# San Juan Copala
San Juan Copala är en ort i Mexiko.   Den ligger i kommunen Santiago Juxtlahuaca och delstaten Oaxaca, i den sydöstra delen av landet, 280 km söder om huvudstaden Mexico City. San Juan Copala ligger 1 550 meter över havet och antalet invånare är 630.
Terrängen runt San Juan Copala är varierad. Runt San Juan Copala är det ganska glesbefolkat, med 32 invånare per kvadratkilometer. Närmaste större samhälle är Santiago Juxtlahuaca, 17,2 km norr om San Juan Copala. I omgivningarna runt San Juan Copala växer i huvudsak städsegrön lövskog.